# Азиатский вестник
«Азиатский вестник» ― ежемесячный научно-литературный журнал, выходивший в Санкт-Петербурге в 1825―1827 гг.

## Содержание журнала
Выпускался горным инженером, историком Сибири Г. И. Спасским как продолжение его же «Сибирского вестника», но с более обширными и разнообразными материалами. В основном это ― статьи, очерки и переводы, относящиеся к Центральной и Юго-Восточной Азии «по части наук, искусств и словесности стран восточных, равно путешествия по сим странам и разные новейшие сведения».
Разделы журнала: науки и искусства; путешествия; восточная словесность. Публиковались с комментариями большие и малые труды русских и западных учёных, путешественников: «Путешествие на Восток г. Рихтера в 1815—1816 годах» (1826, кн. 5—12), «Краткое начертание достопамятных происшествий в Китайской Империи» Литовцева (1827, кн. 3—6), «Описание посольства Дервиша Мегмед Ефендия в С.-Петербург 1168 г. Геджры» (1827, кн. 2), «О древнем христианском памятнике, открытом в Китае 1625 года» (1826, кн. 3) и др. Сам Спасский составил «Новейшие описания Великой Бухарии» (1825, кн. 1—6), «Взгляд на путешествие Марко Поло» (1826, кн. 7—12).
По части словесности публиковались обзоры индийской и персидской прежней и современной литературы, переводы из арабских поэтов Саади, Джами, арабские сказки «Тысяча и одна ночь», восточные рубаи, пословицы и поговорки.
Заключали каждый номер разделы «Восточная библиография» ― с сообщениями о новых книгах, «Восточные известия» и «Смесь» ― с известиями о новых путешествиях и событиях в странах Азии.
Выходило также приложение к журналу ― «Географическое и статистическое описание Сибири и её островов».